# Rogelio Legasa
Rogelio Legasa Pérez (Zaragoza, Aragón, España, 10 de diciembre de 1974) es un exbaloncestista español. Con 2,07 m de estatura, jugó en la posición de pívot.

## Trayectoria
- CAI Zaragoza (1992-1995)
- Pinturas Lepanto (1995)
- Amway Zaragoza (1995-1996)
- Peñas Huesca (1996-1997)
- Porto Banco Mello (1997–1999)
- Breogán Universidade (1999–2001)
- Los Barrios (2001–2003)
- Ciudad de Huelva (2003–2004)
- Bruesa GBC (2004–2005)
- Drac Inca (2005–2006)
- Club Baloncesto Rosalía de Castro (2006-2010)
- Monte Ducay Olivar (2010-2014). Juega partidos con el CAI Zaragoza.[1]